# 布萊諾格溫特 (英國國會選區)
布萊諾格溫特（英語：Blaenau Gwent），英國國會一郡選區，包括威爾斯東南部布萊諾格溫特郡級自治市全部。始設於1983年。
本區自除2005至2010年間為獨立人士和地方政黨當選以外，一直支持工黨。尼克·史密斯在2010年大選中以52.4%選票勝出該區。